# Paradascalia punctigera
Paradascalia punctigera är en insektsart som först beskrevs av Walker 1858.  Paradascalia punctigera ingår i släktet Paradascalia och familjen Flatidae. Inga underarter finns listade i Catalogue of Life.